# めんたんぴん
めんたんぴんは、日本のロックバンド。1970年代中盤の日本のロックシーンで活躍。佐々木忠平のパワフルなボーカルスタイルと、サザン・ロックに通じる独自のサウンドから「日本のグレイトフル・デッド」と呼ばれた。『スタア』1975年9月号には「メンバーはブルースから出発し、ローリング・ストーンズを経て現在（1975年）の形になったと話した」と書かれている。

## 略歴
1969年に石川県小松市を拠点に結成された「めんたんぴんブルースバンド」を母体として1972年結成。メンバーは、佐々木忠平（ボーカル、ギター）、池田洋一郎（ギター）、石崎三郎（ベース）、沖村公平（ドラム）で、1973年にはめんたんぴんブルースバンドに在籍していた飛田一男（ギター）が加入。重量感あふれるサウンドで全国的に知られるようになり、1975年にアルバム『MENTANPIN』でメジャーデビュー。1976年に寺井貢をドラマーに迎え、一時はツインドラムの6人編成となる。オリジナルアルバム4枚、シングル4枚をリリースした後、1981年解散。
1998年に佐々木忠平、飛田一男、石崎三郎により再結成を果たす。つのだ☆ひろ（ドラム）、内田勘太郎（ギター）、難波正司（キーボード）をゲストに迎え、オリジナルアルバムとしては21年振りに『GO TO ARCADIA』をリリース。
2006年には、アルバム『イロニアの音謡』をリリース。

## ディスコグラフィ

### シングル
1. コンサート・ツアー c/w 新しい海（1975年）
2. ランブリン・ライダー c/w テネシー・ランド（1975年）
3. 「さい」やんなぁー c/w 国道8号線（1976年）
4. ツイストで踊りあかそう c/w 始まる場所は（1976年）

### アルバム
1. MENTANPIN（1975年）
2. SECOND（1976年）
3. カントリー・ブレックファスト（1976年）
4. 闇を翔る（1977年）
5. LAST（1989年）
6. GO TO ARCADIA（1998年）
7. イロニアの音謡（2006年）

### ライブ・アルバム
1. LIVE（1977年）
2. ライヴ・コミュニケ（1982年）
3. 1974 ONE STEP FESTIVAL（2019年）

### コンピレーション・アルバム
1. めんたんぴん 1976～1977（1989年）

### 映像作品
1. 夕焼け祭り（2004年）※オムニバス[注 1]
2. 伝説のロッカー達の祭典 ～SUPER LEGEND FESTIVAL 2015.6.28 SPACE ZERO～（2016年）※オムニバス[注 2]